# Бени Кристо
Бен да Силва Кристовао (Плзењ, 8. јун 1987), професионално познат као Бен Кристовао или Бени Кристо, чешки је певач, писац текстова, спортиста и глумац.

## Биографија
Кристова мајка је Чехиња, а његов отац Бенис Кристовао је из Анголе.
Године 2009. Бени Кристо је био један од финалиста у шоу за таленте Česko Slovenská SuperStar. Године 2016. Криско је освојио награду Český slavík у категорији „Најстримованија чешка песма“ са нумером „ASIO“.
Кристо је изабран да представља своју земљу на Песми Евровизије 2020. након победе у националном кругу. Требало је да наступи у Ротердаму, у Холандији, са песмом „Kemama”. Међутим, догађај је отказан због пандемије ковида 19 . У мају 2020. је потврђено да ће Кристо певати за Чешку на догађају 2021. са новом песмом „Omaga“. Певао је у другом полуфиналу такмичења, али се није пласирао у финале, завршио је на 15. месту са 23 бода.
Поред музичке каријере, Бени је и активан спортиста. Последњих неколико година се бави бразилском џијуџицу на такмичарском нивоу и учествује на такмичењима широм света. У септембру 2016. учествовао је на шампионату Азије и заузео треће место у средње тешкој категорији, категорија белог појаса. У октобру исте године учествовао је на престижном међународном првенству Мадрид Опен и освојио златну медаљу у истој категорији. Године 2017. освојио је титулу првака Европе (бели појас).

## Дискографија

### Студијски албуми
| Наслов                 | Година |
| ---------------------- | ------ |
| Definitely Different   | 2010.  |
| Benny Cristo           | 2011.  |
| Made in Czechoslovakia | 2014.  |